# Макграт, Пол
Пол Макгра́т (англ. Paul McGrath; род. 4 декабря 1959, Илинг, Большой Лондон, Англия) — ирландский футболист, защитник. Наиболее известен по своим выступлениям за английские клубы «Манчестер Юнайтед» и «Астон Вилла», а также за сборную Ирландии по футболу. Стал одним из первых знаменитых ирландцев-мулатов.

## Детство
Пол Макграт родился от ирландской матери и отца-нигерийца. Отец Макграта исчез вскоре после зачатия. Его мать, Бетти Макграт, отдала Пола на усыновление, когда ему было четыре недели. Она боялась, что её отец узнает, что она забеременела от негра, и тайно уехала в Лондон, где и родила Пола.
Хотя мать Макграта впоследствии нашла своего сына, Пола Нвобило (под таким именем мать отказалась от него), детство мальчика прошло в сиротских приютах Дублина.

## Клубная карьера
Футбольную карьеру Макграт начал в школьном возрасте, выступая за школьную команду «Пирс Роверс» и юношескую команду «Далки Юнайтед». Выступая за «Далки», он привлёк внимание скаута «Манчестер Юнайтед» Билли Бехана. Какое-то время Макграт работал подмастерьем кровельщика и охранником в Дублине, после чего стал профессиональным футболистом, подписав контракт с клубом Футбольной лиги Ирландии «Сент-Патрикс Атлетик» в 1981 году. Первым матчем Пола за новый клуб стал матч Кубка Лиги против «Шемрок Роверс» в августе 1981 года. Своими выступлениями за команду он заслужил прозвище «Жёрная жемчужина Инчикора» и получил награду «Игрок года» по версии Профессиональной футбольной ассоциации Ирландии в своём первом и единственном сезоне в «Сент-Патрикс». Всего за «святых» он провёл 31 матч и забил 4 гола.
В 1982 году Макграт перешёл в «Манчестер Юнайтед», главным тренером которого в этот период был Рон Аткинсон. С «Юнайтед» ему удалось выиграть лишь один приз: Кубок Англии в сезоне 1984/85. В финальном матче «Юнайтед» победил «Эвертон» со счётом 1:0, а Макграт был назван «Игроком матча». Эта игра запомнилась тем, что в ней была показана красная карточка игроку «Юнайтед» Кевину Морану, что стало первым удалением в истории финалов Кубка Англии. Победный гол в этой встрече в дополнительное время забил Норман Уайтсайд.
После перехода в «Манчестер Юнайтед» Макграт часто играл в полузащите, но затем перешёл на позицию защитника. Он отличался скоростью, силовой манерой игры и способностью читать игру. Бен Дайсон сказал о нём: «Защиту считают дьяволом футбола, а Макграт делает из неё произведение искусства».
Макграт считался одним из лучших защитников в футболе, но из-за серии травм колена он не смог стать игроком основы под руководством нового тренера «Юнайтед» Алекса Фергюсона. Фергюсон и Макграт не ладили, и, из-за проблем последнего с алкоголем и череды травм, «Юнайтед» предложил Полу £100 тысяч, чтобы покинуть команду. Макграт отказался, и Фергюсон публично озвучил готовность клуба рассматривать предложения о его продаже. Несмотря на желание Рона Аткинсона приобрести Макграта для своего нынешнего клуба, «Шеффилд Уэнсдей», ирландец перешёл в «Астон Виллу» в 1989 году.
Выступая за «Виллу», Макграт демонстрировал, возможно, лучший футбол в своей карьере, даже несмотря на хронические проблемы с коленом. В первом сезоне Макграта в «Астон Вилле» клуб финишировал на втором месте, уступив титул «Ливерпулю». В следующем сезоне команду покинул главный тренер Грэм Тейлор, возглавивший сборную Англии, «Вилла» большую часть сезона боролась за выживание в высшем дивизионе. Затем команду возглавил Рон Аткинсон, и в сезоне 1992/93 «Вилла» вновь завершила чемпионат на втором месте, уступив титул бывшему клубу Макграта, «Манчестер Юнайтед». По итогам сезона Пол удостоился звания «игрока года» по версии ПФА. Свой первый приз с «Виллой» он выиграл в 1994 году, обыграв «Манчестер Юнайтед» в финале Кубка Лиги.
В 1996 году Макграт покинул «Астон Виллу». Он считается одним из величайших игроков в истории клуба, что отражается в прозвище «Бог», которое ему дали фанаты, которые также помнят, как он распевал футбольную кричалку в дни матчей на мотив песни «Kumbayah». Он завершил карьеру в 1998 году, после непродолжительного выступления за «Дерби Каунти» и «Шеффилд Юнайтед». Он помог «Дерби» гарантировать себе 12-е место в Премьер-лиге по итогам сезона 1996/97 (первом сезоне «баранов» в Премьер-лиге), и завершил карьеру в «Шеффилд Юнайтед», с которым дошёл до полуфинала Кубка Англии.
Многие годы он страдал от алкоголизма, вследствие чего иногда пропускал матчи. В своём интервью «FourFourTwo», Макграт признался, что он находится в алкогольной зависимости. Из-за хронических проблем с коленом Макграт перенёс восемь хирургических операций. Автобиография «Back from the Brink», написанная совместно с журналистом Винсентом Хоганом, является самой успешной книгой о спорте в Ирландии за всю историю. После завершения футбольной карьеры Макграт переехал в Монаджир, графство Уэксфорд.

## Карьера в сборной
Макграт получил свой первый вызов в сборную Ирландии в 1985 году на матч против сборной Италии, а последний — 12 лет спустя, в матче против сборной Уэльса. Он считается его одним из самых выдающихся игроков сборной Ирландии. Всего он провёл за сборную 83 матча и забил 8 мячей.
Макграт был одним из ключевых игроков, благодаря которым сборная Ирландии удачно выступала в конце 1980-х — начале 1990-х. Поначалу под руководством Джека Чарльтона Макграт играл в центре полузащиты, так как оборона сборной уже была укомплектована талантливыми игроками. Победа Ирландии над Англией на Евро-1988 считается одной из крупнейших сенсаций в истории турнира.
В 1990 году Ирландия квалифицировалась на первый в своей истории чемпионат мира, который прошёл в Италии, и добралась в нём до четвертьфинала, уступив в нём хозяйке турнира, Италии, со счётом 1:0. Макграт сыграл во всех матчах сборной на этом чемпионате (5 матчей, 480 минут на поле). Он был капитаном сборной в четырёх матчах в 1992 году, после ухода из сборной Мика Маккарти, а также сыграл на чемпионате мира 1994 года, несмотря на болезненную инфекцию в плечевом суставе.
В своём первом матче чемпионата Ирландия играла против сборной Италии, считавшейся фаворитом. Ирландцам удалось забить быстрый гол благодаря усилиям Рэя Хаутона. После этого защите ирландцев, ведомой Макгратом, удалось сдержать звёздное нападение Италии под руководством Роберто Баджо. Многие считают эту игру лучшим матчем Макграта за сборную Ирландии. По итогам чемпионата мира ирландец был включён в состав «символической сборной мира».

## Достижения
Манчестер Юнайтед
- Обладатель Кубка Англии: 1985

 Астон Вилла
- Обладатель Кубка Лиги: 1994

## Статистика выступлений
| Клуб                 | Сезон            | Лига | Лига | Кубок Англии | Кубок Англии | Прочие | Прочие | Итого | Итого |
| Клуб                 | Сезон            | Игры | Голы | Игры         | Голы         | Игры   | Голы   | Игры  | Голы  |
| -------------------- | ---------------- | ---- | ---- | ------------ | ------------ | ------ | ------ | ----- | ----- |
| Сент-Патрикс Атлетик | 1981/82          | 26   | 4    |              |              |        |        | 26    | 4     |
| Сент-Патрикс Атлетик | Итого            | 26   | 4    | 0            | 0            | 0      | 0      | 26    | 4     |
| Манчестер Юнайтед    | 1982/83          | 14   | 3    | 1            | 0            | 1      | 0      | 16    | 3     |
| Манчестер Юнайтед    | 1983/84          | 9    | 1    | 0            | 0            | 3      | 0      | 12    | 1     |
| Манчестер Юнайтед    | 1984/85          | 23   | 0    | 7            | 2            | 2      | 0      | 32    | 2     |
| Манчестер Юнайтед    | 1985/86          | 40   | 3    | 4            | 0            | 9      | 1      | 53    | 4     |
| Манчестер Юнайтед    | 1986/87          | 35   | 2    | 1            | 0            | 4      | 0      | 40    | 2     |
| Манчестер Юнайтед    | 1987/88          | 22   | 2    | 0            | 0            | 2      | 1      | 24    | 3     |
| Манчестер Юнайтед    | 1988/89          | 20   | 1    | 5            | 0            | 1      | 0      | 26    | 1     |
| Манчестер Юнайтед    | Итого            | 163  | 12   | 18           | 2            | 22     | 2      | 203   | 16    |
| Астон Вилла          | 1989/90          | 35   | 1    | 5            | 0            | 7      | 0      | 47    | 1     |
| Астон Вилла          | 1990/91          | 35   | 0    | 2            | 0            | 7      | 0      | 44    | 0     |
| Астон Вилла          | 1991/92          | 41   | 1    | 5            | 0            | 2      | 0      | 48    | 1     |
| Астон Вилла          | 1992/93          | 42   | 4    | 4            | 0            | 4      | 1      | 50    | 5     |
| Астон Вилла          | 1993/94          | 30   | 1    | 2            | 0            | 12     | 0      | 44    | 1     |
| Астон Вилла          | 1994/95          | 40   | 0    | 2            | 0            | 7      | 0      | 49    | 0     |
| Астон Вилла          | 1995/96          | 30   | 2    | 4            | 0            | 6      | 0      | 40    | 2     |
| Астон Вилла          | 1996/97          | 0    | 0    | 0            | 0            | 1      | 0      | 1     | 0     |
| Астон Вилла          | Итого            | 253  | 9    | 24           | 0            | 46     | 1      | 323   | 10    |
| Дерби Каунти         | 1996/97          | 24   | 0    | 2            | 0            | 0      | 0      | 26    | 0     |
| Дерби Каунти         | Итого            | 24   | 0    | 2            | 0            | 0      | 0      | 26    | 0     |
| Шеффилд Юнайтед      | 1997/98          | 12   | 0    | 0            | 0            | 2      | 0      | 14    | 0     |
| Шеффилд Юнайтед      | Итого            | 12   | 0    | 0            | 0            | 2      | 0      | 14    | 0     |
| Всего за карьеру     | Всего за карьеру | 478  | 25   | 44           | 2            | 70     | 3      | 592   | 30    |